# Große Mikwe

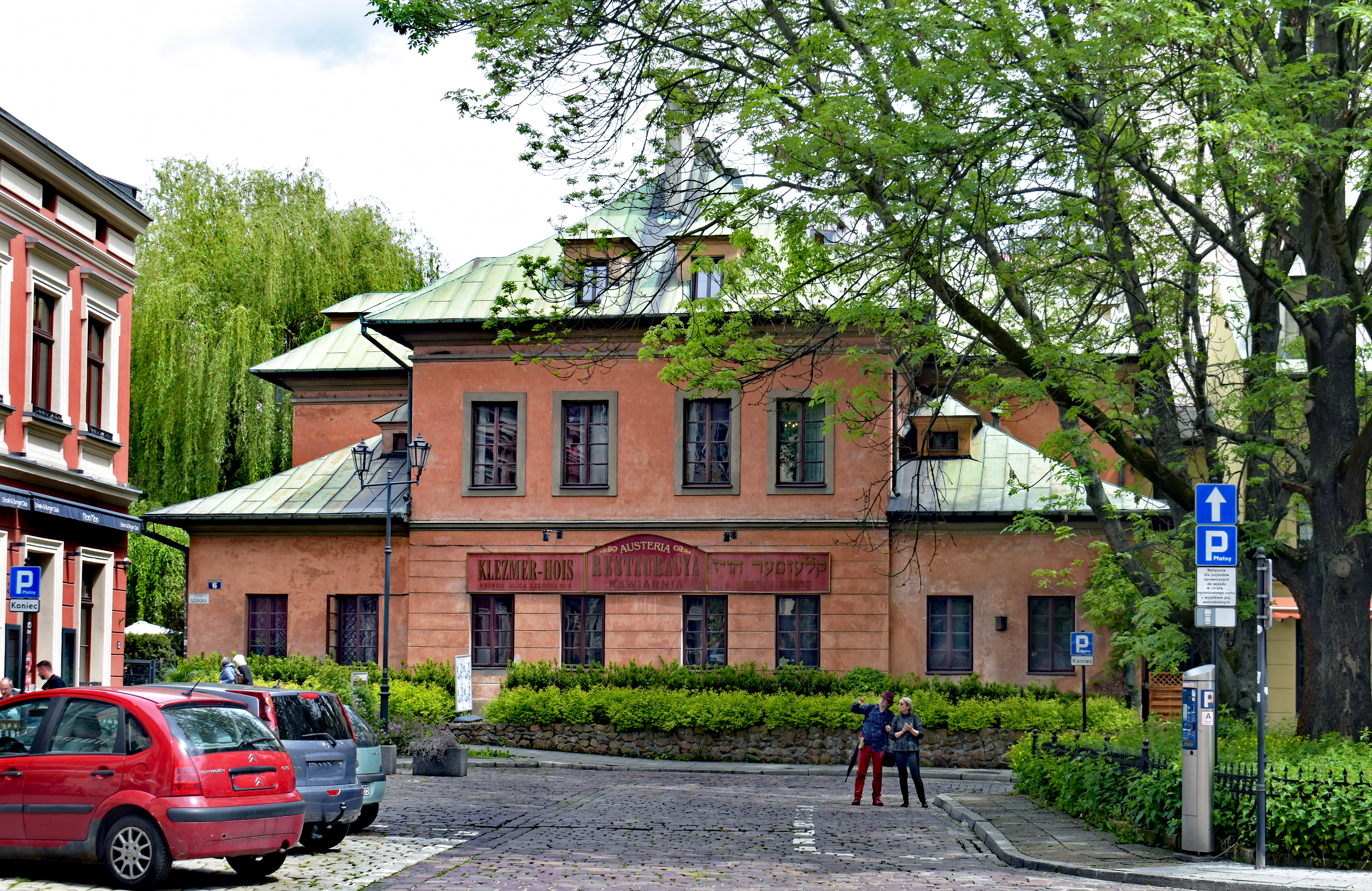
Große Mikwe

Die Große Mikwe (polnisch Mykwa Wielka) ist eine ehemalige Mikwe im Krakauer Stadtteil Kazimierz in der ulica Szeroka 6.

## Geschichte
1567 wurde die Mikwe erbaut. Das Becken befand sich unterirdisch auf Höhe des Grundwasserspiegels. 40 steinerne Stufen führten dorthin hinab. 1608 wurde sie erstmals als Große Mikwe bezeichnet.
Anfang des 20. Jahrhunderts wurde das Gebäude umfassend umgebaut. Die Holzwände mit ihren Verzierungen wurden durch Steinwände ersetzt. Nach 1939 wurde das Gebäude schwer beschädigt. Das Mikwe-Becken blieb erhalten.
1966 wurde die Große Mikwe Kulturdenkmal der Woiwodschaft Kleinpolen. 1974 bis 1976 fanden umfangreiche Restaurierungsarbeiten statt. In den 1990er Jahren wurde sie der jüdischen Gemeinde Krakau zurückgegeben. Heute befinden sich darin ein Restaurant und ein Hotel.